# Yūji Kinoshita
Pour les articles homonymes, voir Kinoshita.
Yūji Kinoshita (木下夕爾, Kinoshita Yūji), né le 27 octobre 1914 – mort le 4 août 1965, est un poète japonais, membre du groupe associé au journal Shiki et connu de son vivant pour sa poésie pastorale. Nombre de ses haiku sont parus dans des anthologies en langue anglaise.
Il naît second fils de Tsuneichi Kinoshita à Miyuki, village situé dans la partie est de la préfecture de Hiroshima. Le 22 juillet 1920 son père est tué sur son lieu de travail. Le 3 août 1922, sa mère épouse Itsu, le frère de Tsuneichi, lui aussi pharmacien.
En 1932, Kinoshita commence à étudier la littérature française à l'université Waseda à Tokyo mais est forcé de passer à la pharmacologie à Nagoya afin de poursuivre l'entreprise familiale quand son frère aîné devient médecin. Ce changement de carrière indésirable est rendu définitif par la mort de son beau-père le 15 septembre 1935.
Kinoshita détestait travailler comme pharmacien et est décrit par sa famille comme un homme qui souvent faisait payer moins cher à ses clients pour les médicaments qu'il vendait. Il passe tout son temps libre à ses poèmes dont 400 nous sont parvenus. Ils ont été publiés en dix collections.
En juillet 1965 il compose son dernier poème, « Parti si longtemps » commandé par un quotidien à l'occasion du 20e anniversaire du bombardement atomique sur Hiroshima. Il meurt un mois plus tard d'un cancer du côlon. Ses œuvres complètes sont publiées en novembre de cette même année. Il est lauréat du prix Yomiuri en 1966.

## Source de la traduction
- (en) Cet article est partiellement ou en totalité issu de l’article de Wikipédia en anglais intitulé « Yūji Kinoshita » (voir la liste des auteurs).